# Pesqueira FC
Pesqueira FC is een Braziliaanse voetbalclub uit Pesqueira in de staat Pernambuco. 

## Geschiedenis
De club werd opgericht in 2006 en ging dat jaar ook van start in de Série A22, de tweede hoogste klasse van het Campeonato Pernambucano. De club speelde er tot 2010 en trok zich dan voor één seizoen terug uit de competitie. In 2012 keerde de club terug en werd vicekampioen achter Chã Grande. Hierdoor promoveerde de club naar de hoogste klasse. Na drie jaar in de middenmoot degradeerde de club in 2016. Het volgende seizoen werd de club kampioen en kon zo meteen terugkeren naar de elite, maar in 2018 kon de club het behoud niet verzekeren en degradeerde opnieuw. 